# Numeri Decimi
Numeri Decimi (en llatí Numerius Decimius) era un ciutadà samnita de Boviànum, considerat la persona més il·lustre del Samni tant per la seva noblesa com per la seva riquesa.
L'any 217 aC es va unir a l'exèrcit romà contra Hanníbal amb 8000 infants i 500 cavallers i es va posar sota el comandament del dictador Quint Fabi Màxim Verrugós. Mercès a aquestes forces Decimi va situar-se a la rereguarda d'Hanníbal i va decidir a favor de Fabi Màxim una batalla que no era gens favorable a Minuci, el magister equitum del dictador, batalla en la qual van morir sis mil cartaginesos, encara que els romans van perdre 5000 homes.